# Internationale Cricket-Saison 2011/12
Die internationale Cricket-Saison 2011/12 fand zwischen Oktober 2011 und April 2012 statt. Als Wintersaison wurden vorwiegend Heimspiele der Mannschaften aus Südasien, der Karibik und Ozeanien ausgetragen, welche durch das ICC Future Tours Programm 2011–2020 vorgegeben waren. Die ausgetragenen Tests der internationalen Touren bilden die Grundlage für die ICC Test Championship. Die ODI bilden den Grundstock für die ICC ODI Championship und die Twenty20-Spiele für die ICC T20I Championship.

## Überblick

### Internationale Touren
| Beginn            | Heimteam    | Auswärtsteam | Resultate | Resultate | Resultate | Artikel |
| Beginn            | Heimteam    | Auswärtsteam | Test      | ODI       | Twenty20  | Artikel |
| ----------------- | ----------- | ------------ | --------- | --------- | --------- | ------- |
| 11. Oktober 2011  | Bangladesch | West Indies  | 0–1 [2]   | 1–2 [3]   | 1–0 [1]   | Artikel |
| 13. Oktober 2011  | Südafrika   | Australien   | 1–1 [2]   | 1–2 [3]   | 1–1 [2]   | Artikel |
| 14. Oktober 2011  | Indien      | England      |           | 5–0 [5]   | 0–1 [1]   | Artikel |
| 15. Oktober 2011  | Simbabwe    | Neuseeland   | 0–1 [1]   | 1–2 [3]   | 0–2 [2]   | Artikel |
| 18. Oktober 2011  | Pakistan    | Sri Lanka    | 1–0 [3]   | 4–1 [5]   | 1–0 [1]   | Artikel |
| 6. November 2011  | Indien      | West Indies  | 2–0 [3]   | 4–1 [5]   |           | Artikel |
| 29. November 2011 | Bangladesch | Pakistan     | 0–2 [2]   | 0–3 [3]   | 0–1 [1]   | Artikel |
| 1. Dezember 2011  | Australien  | Neuseeland   | 1–1 [2]   |           |           | Artikel |
| 15. Dezember 2011 | Südafrika   | Sri Lanka    | 2–1 [3]   | 3–2 [5]   |           | Artikel |
| 26. Dezember 2011 | Australien  | Indien       | 4–0 [4]   |           | 1–1 [2]   | Artikel |
| 17. Januar 2012   | Pakistan    | England      | 3–0 [3]   | 0–4 [4]   | 1–2 [3]   | Artikel |
| 26. Januar 2012   | Neuseeland  | Simbabwe     | 1–0 [1]   | 3–0 [3]   | 2–0 [2]   | Artikel |
| 10. Februar 2012  | Pakistan    | Afghanistan  |           | 1–0 [1]   |           | Artikel |
| 17. Februar 2012  | Neuseeland  | Südafrika    | 0–1 [3]   | 0–3 [3]   | 1–2 [3]   | Artikel |
| 16. März 2012     | West Indies | Australien   | 0–2 [3]   | 2–2 [5]   | 1–1 [2]   | Artikel |
| 26. März 2012     | Sri Lanka   | England      | 1–1 [2]   |           |           | Artikel |
| 30. März 2012     | Südafrika   | Indien       |           |           | 1–0 [1]   | Artikel |

### Internationale Turniere
| Beginn           | Turnier                                     | Land                         |
| ---------------- | ------------------------------------------- | ---------------------------- |
| 5. Februar 2012  | Commonwealth Bank Series 2011/12            | Australien                   |
| 18. Februar 2012 | ICC World Cricket League Division Five 2012 | Singapur                     |
| 11. März 2012    | Asia Cup 2012                               | Bangladesch                  |
| 13. März 2012    | ICC World Twenty20 Qualifier 2012           | Vereinigte Arabische Emirate |

### Fortlaufende Turniere
| Dauer     | Turnier                               |
| --------- | ------------------------------------- |
| 2011–2013 | ICC Intercontinental Cup 2011–2013    |
| 2011–2013 | ICC World Cricket League Championship |

### Internationale Touren (Frauen)
| Beginn           | Heimteam    | Auswärtsteam | Resultate | Resultate | Artikel |
| Beginn           | Heimteam    | Auswärtsteam | WODI      | WTwenty20 | Artikel |
| ---------------- | ----------- | ------------ | --------- | --------- | ------- |
| 21. Oktober 2011 | Südafrika   | England      | 0–3 [3]   | 0–2 [3]   | Artikel |
| 20. Januar 2012  | Australien  | Neuseeland   | 1–0 [3]   | 4–1 [5]   | Artikel |
| 18. Februar 2012 | West Indies | Indien       | 1–2 [3]   | 3–2 [5]   | Artikel |
| 17. Februar 2012 | Neuseeland  | England      | 0–3 [3]   | 0–4 [5]   | Artikel |
| 12. März 2012    | Indien      | Australien   | 0–3 [3]   | 1–4 [5]   | Artikel |

### Internationale Turniere (Frauen)
| Beginn            | Turnier                              | Land        |
| ----------------- | ------------------------------------ | ----------- |
| 14. November 2011 | ICC Women’s World Cup Qualifier 2011 | Bangladesch |

## Champions League
| Beginn             | Turnier                        | Land   |
| ------------------ | ------------------------------ | ------ |
| 19. September 2011 | Champions League Twenty20 2011 | Indien |

## Nationale Meisterschaften
Aufgeführt sind die nationalen Meisterschaften der Full Member des ICC.
| Land                                         | First-Class                                | List A                                   | Twenty20                                 |
| -------------------------------------------- | ------------------------------------------ | ---------------------------------------- | ---------------------------------------- |
| Australien                                   | Sheffield Shield 2011/12                   | Ryobi One-Day Cup 2011/12                | Big Bash League 2011/12                  |
| Bangladesch                                  | National Cricket League 2011/12            |                                          | Bangladesh Premier League 2011/12        |
| Indien                                       | Ranji Trophy 2011/12                       | Vijay Hazare Trophy 2011/12              | Syed Mushtaq Ali Trophy 2011/12          |
| Duleep Trophy 2011/12                        | Deodhar Trophy 2011/12                     |                                          |                                          |
| Irani Cup 2011/12                            | NKP Salve Challenger Trophy 2011/12        |                                          |                                          |
| Neuseeland                                   | Plunket Shield 2011/12                     | Ford Trophy 2011/12                      | HRV Twenty20 2011/12                     |
| Pakistan                                     | Quaid-e-Azam Trophy 2011/12                | Faysal Bank One Day Cup 2011/12          | Faysal Bank T-20 Cup 2011/12             |
| Faysal Bank Pentangular Cup 2011/12          |                                            | Faysal Bank Super Eight T-20 Cup 2011/12 |                                          |
| Simbabwe                                     | Logan Cup 2011/12                          | Coca-Cola Pro50 Championship 2011/12     | Stanbic Bank Twenty20 2011/12            |
| Sri Lanka                                    | Premier Trophy 2011/12                     | Premier Limited Overs Tournament 2011/12 | CSN Premier Clubs T20 Tournament 2011/12 |
| Südafrika                                    | SuperSport Series 2011/12                  | Franchise One-Day Competition 2011/12    | MiWAY T20 Challenge 2011/12              |
| CSA Provincial Three-Day Competition 2011/12 | CSA Provincial One-Day Competition 2011/12 | CSA Provincial T20 2011/12               |                                          |
| West Indies                                  | Regional Four Day Competition 2011/12      | Regional Super50 2011/12                 | Caribbean T20 2011/12                    |

## Externe Webseiten
- Übersicht auf Cricinfo